# Требниц
Требниц (њем. Tröbnitz) општина је у њемачкој савезној држави Тирингија. Једно је од 93 општинска средишта округа Зале-Холцланд. Према процјени из 2010. у општини је живјело 486 становника. Посједује регионалну шифру (AGS) 16074103.

## Географски и демографски подаци
Требниц се налази у савезној држави Тирингија у округу Зале-Холцланд. Општина се налази на надморској висини од 205 метара. Површина општине износи 2,2 km². У самом мјесту је, према процјени из 2010. године, живјело 486 становника. Просјечна густина становништва износи 224 становника/km².

## Међународна сарадња
| Мјесто | Држава    | Врста сарадње | Од    |
| ------ | --------- | ------------- | ----- |
|        | Француска | контакт       | 2000. |
| Тахов  | Чешка     | партнерство   | 1976. |
| Извор  |           |               |       |